# Je et Tu
Je et Tu est une œuvre de Martin Buber publiée pour la première fois en 1923. Aussi bien philosophique que théologique (car le 'Tu' éternel et absolu est Dieu) ce petit livre insiste sur l'Altérité - le sens de l'autre comme 'personne' (Pas de 'je' sans 'tu') - comme dimension absolument essentielle à toute vie humaine.

## Contenu du livre
Cet ouvrage se divise en trois grandes parties :
- Première Partie : Les Mots-Principes ;
- Deuxième Partie : Le Monde de l'Homme ;
- Troisième Partie : Le Toi éternel.

### Les Mots-principes
Cette première partie introduit en fait la relation Je-Tu. Martin Buber explique la dualité du monde pour l'homme avec d'une part la relation Je-Tu et de l'autre, la relation Je-Cela. Dans une relation Je-Cela, on ne s'intéresse en fait qu'à une seule facette de l'individu (le physique, la tenue, etc.) alors que la relation Je-Tu est une vraie rencontre et met en jeu la totalité de la présence. Pour que cette rencontre se produise, il faut être ouvert, disponible et prêt à la vivre. La disponibilité de chacun est indispensable. Le Je-Tu ne se maîtrise pas. La rencontre surgit.
Malgré cela, le Je-Cela n'est pas méprisé par Buber. Ce qu'il dit, c'est que l'individu a besoin du Je-Tu pour se reconnaître. La réalité ne se réduit pas au Je-Cela mais il fait aussi partie de la vie.

### Les Trois sphères
Chez Buber, Le monde de la relation s'établit dans trois sphères.
La première est la relation de la vie avec la nature où la relation est réciproque mais pas explicite. Dans cette relation surgit l'obstacle du langage (par exemple, avec les animaux et les plantes).
La deuxième est la relation Je-Tu ou la relation est manifeste et explicite. On peut très bien recevoir et donner le Tu.
Et enfin, la troisième est la relation avec les idées. Cette relation est muette mais suscite une voix. Les idées ont une existence plus grande que celle que l'on veut bien leur donner. Ici apparaît l'idée du Tu éternel : Dieu.

## Éditions
Le livre est édité une première fois en allemand en 1923, puis traduit en français par Geneviève Bianquis et paru en 1938, 1959 et 1970. Une nouvelle édition française agrémentée d'une préface de Robert Misrahi sort en 2012.

## Voir Aussi
Walter Kauffman